# Nokia 5130
Nokia 5130 XpressMusic — стільниковий телефон фірми Nokia, випущений у березні 2009 року. Він належить до серії телефонів XpressMusic і працює на платформі Series 40. Це один із найбільш продаваних мобільних телефонів в Індії від Nokia.

## Клавіатура та керування
- Цифрова клавіатура
- Окремі клавіші регулювання гучності та керування музикою
- Голосові команди

## Кольори
Доступні кольори (можуть залежати від регіону):
- червоний
- блакитний
- сірий

## Роз'єми
- Роз'єм micro-USB
- Роз'єм AV 3,5 мм

## Пам'ять
- Роз'єм для картки пам'яті microSD (до 4 Гбайт) з можливістю гарячої заміни (16 Гбайт (експериментально) підтримує)
- Картка microSD ємністю 1 Гбайт входить до комплектації
- 30 Мбайт внутрішньої динамічної пам'яті (з попередньо завантаженим контентом).

Є дані, що на телефоні немає обмеження карти пам'яті. Телефон без проблем працював з картою пам'яті, об'ємом 8 Гб.

## Живлення
Стандартна літієво-іонна батарея Nokia BL-5C 1020 мА/год
Час роботи в режимі розмови:
- до 6 годин (GSM)

Час роботи в режимі очікування:
- до 288 годин (GSM)

Відтворення відео: до 4 годин
Запис відео: до 1 години
Відтворення музики: до 20 годин
Зв'язок і навігація
Робочий діапазон: GSM 850/900/1800/1900

## Передача даних
- CSD
- GPRS release 4, class B, з GPRS multislot class 32
- EDGE, GPRS multislot class 32
- Підтримка TCP/IP
- Можливість використовувати як модем
- Підтримка синхронізації контактів, календаря та нотаток для MS Outlook

## Підключення та синхронізація
- Bluetooth 2.0
- Підтримка синхронізації з ПК за допомогою Nokia PC Suite

## Виклики
- Вбудований динамік гучного зв'язку
- Відображення номерів для викликів та повідомлень
- Автоматична відповідь на виклик через гарнітуру або автомобільний комплект
- Відповідь будь-якою клавішею
- Очікування, утримання та переадресація виклику
- Журнал набраних, прийнятих та пропущених викликів
- Автоматичний повтор номера
- Швидкий набір
- Набір номерів з фіксованого списку
- Вібродзвінок
- Бокові клавіші регулювання гучності
- Вимкнення/вмикання мікрофону
- Контакти із зображеннями
- Конференц-зв'язок

## Робота з повідомленнями
- SMS
- Швидкий вибір номера для надсилання SMS
- Список останніх набраних номерів в редакторі повідомлень
- Видалення декількох SMS
- Повідомлення EMS із зображеннями (надсилання та одержання)
- MMS 1.21 (до 300 КБ)
- Автоматична зміна розміру зображень для MMS
- Аудіоповідомлення Nokia Xpress
- Спільна папка вхідних SMS та MMS
- Список розсилання повідомлень
- Повідомлення мережі

## Електронна пошта
- Підтримка протоколів: IMAP, POP, SMTP, OMA EMN
- Підтримка приєднаних файлів

## Браузер
- Підтримка HTML, XHTML
- Підтримка протоколів: WAP 2.0
- Підтримка TCP/IP
- Міні браузер Opera
- Nokia Mobile Search

Мультимедіа

## Фото
- 2-Мпікс камера
- 4-кратний цифровий зум
- Режими балансу білого: авто, сонячний, хмарний, лампа розжарювання, флуоресцентний
- Кольорові режими: нормальний, сепія, чорно-білий, яскравий, негатив
- Режими світлочутливості: висока, середня, низька, автоматична
- Ландшафтна (горизонтальна) орієнтація

## Відео
Основна камера
- Запис відео 176 х 144 пікселів до 15 кадрів/с
- 4-кратний цифровий зум

Запис звуку у форматах: AMR
Режим балансу білого: автоматичний, сонячний, хмарний, лампа розжарювання, флуоресцентний
Сюжетні режими: автоматичний, нічний, макро, сніг/пляж, кіно, старе кіно
Тривалість відео: залежить від доступної пам'яті
Відео плеєр
Відтворення відео в форматах: .mp4, .3gp;
Ландшафтний (горизонтальний) режим відтворення відео

## Відтворення музики та аудіо
- Музичний MP3 плеєр
- Відтворення музичних файлів в форматах: .mp3 AAC, eAAC, eAAC+, MP3, Midi, WMA, WAMR, MXMF
- Окремі клавіші керування плеєром та гучністю
- Стерео FM-радіо з підтримкою RDS
- Роз'єм 3,5 мм Nokia AV
- Nokia Music Manager
- Підтримка Nokia Music Store

Запис голосових та аудіофайлів
Голосові команди
Диктофон
Запис аудіо у форматах: AMR
FR, EFR, HR та AMR
Цифровий стереомікрофон
Персоналізація: профілі, теми, мелодії виклику
Налаштування профілів користувача
Мелодії виклику: AAC, eAAC, eAAC+, MP3, 64-м, WMA, WAMR, MXMF (40 передвстановлених мелодій)
Відеокліпи як мелодії виклику (2 передвстановлені мелодії)
Теми:
- шпалери
- анімовані шпалери
- органічні шпалери
- повноекранні шпалери
- заставки
- анімовані кольорові заставки
- кольорові схеми
- мелодії виклику
- іконки
- логотипи
- перед встановлені теми
- змінні кольорові теми
- теми, визначені користувачем

## Програмне забезпечення
Платформа та інтерфейс користувача
Series 40
- Голосові команди
- FOTA (оновлення вбудованого ПЗ через стільникову мережу)
- Демо режим
- Персональний органайзер (РІМ): контакти, годинник, календар
- Збереження до 1000 контактів
- Прикріплення зображень до контактів
- Підтримка груп контактів
- Підтримка закритих груп користувача
- Фіксований список номерів
- Годинник: аналоговий та цифровий
- Секундомір
- Таймер
- Будильник
- Нагадування
- Калькулятор
- Календар з можливістю перегляду тижня та місяця
- Конвертер
- Нотатки
- Список завдань
- Prepaid tracker для обліку витрат на розмови

## Програми
- Java™ MIDP 2.0
- Flash Lite 2.0
- Чат та миттєві повідомлення: підтримка Windows Live
- Міні-браузер Opera
- Англо-китайський словник
- Перекладач
- Електронна пошта Nokia

Додаткові програми:
- Програма Download!
- Nokia Software Market

## Ігри
Передвстановлені ігри:
- Bounce II
- Rally 3D
- Snake III

Також можна встановлювати ігри та програми з інтернету. Спочатку вони встановлюються в папку ігри. Потім ігри та програми можна перемістити куди потрібно.

## Комплектація
- Nokia 5130 XpressMusic
- Батарея Nokia BL-5C
- Зарядний пристрій Nokia AC-3
- Гарнітура Nokia WH-102
- Картка пам'яті microSD 1 Гбайт Nokia MU-22
- Кабель для підключення до ПК Nokia CA-101
- Компактний посібник користувача

## Аксесуари
Рекомендовані аксесуари:
- Мінідинаміки Nokia MD-8
- Бездротова гарнітура Nokia BH-103
- Бездротова стереогарнітура Nokia BH-504

## Сумісні аксесуари
- Стереогарнітура Nokia WH-500
- Бездротові динаміки Nokia MD-5W
- Bluetooth динаміки Nokia MD-7W
- Мінідинаміки Nokia MD-6

## Спеціальні коди
- *#0000# — Показує різну інформацію про пристрій
- *#0010# — Показує дані про контент.
- *#06# — Показує серійний номер.